# Steve Morabito
Steve Morabito (Monthey, Valais, 30 de gener de 1983) és un exciclista suís, professional des del 2006. En el seu palmarès destaca una victòria d'etapa a la Volta a Suïssa de 2006.

## Palmarès
- 2006
  - Vencedor d'una etapa de la Volta a Suïssa
- 2007
  - Vencedor de 2 etapes al Herald Sun Tour
- 2018
  -  Campió de Suïssa en ruta

### Resultats al Tour de França
- 2010. 51è de la classificació general
- 2011. 49è de la classificació general
- 2013. 35è de la classificació general
- 2016. 36è de la classificació general

### Resultats al Giro d'Itàlia
- 2007. 83è de la classificació general
- 2008. Abandona (8a etapa)
- 2009. 88è de la classificació general
- 2013. 34è de la classificació general
- 2014. 25è de la classificació general
- 2017. 53è de la classificació general
- 2018. 79è de la classificació general

### Resultats a la Volta a Espanya
- 2006. 84è de la classificació general
- 2012. 35è de la classificació general
- 2014. Abandona (11a etapa)
- 2019. 67è de la classificació general